# Šakal
Šakal (dříve též žakal) je české označení pro tři druhy psovitých šelem rodu Canis. Patří sem šakal obecný, šakal čabrakový a šakal pruhovaný, jistou dobu byl mezi šakaly řazen i vlk africký. Šakalové žijí v Africe, Asii a Evropě. Jsou to středně velké šelmy, jejich hmotnost se většinou pohybuje mezi 6 až 15 kg. Zbarvení kolísá od téměř bílé, přes tmavě šedou až po zlatohnědou, každý jedinec má srst obvykle vícebarevnou. Šakalové obecní mají jednolitější zbarvení než zbývající dva druhy. Jsou to potravní oportunisté – loví rozličná menší a středně velká zvířata, rádi se přiživují na mršinách a vše doplňují rostlinnou stravou. Dokáží velmi dobře běhat, jsou rychlí a na dlouhých tratích mají značnou výdrž. Aktivní jsou především za soumraku a za svítání, umí se nicméně přizpůsobit situaci a žít i nočním nebo denním životem. Žijí nejčastěji v párech, respektive rodinných skupinách, výjimečně se mohou spojit do malých smeček. Jsou výrazně teritoriální, pár si své území tvrdě brání před vetřelci, což platí především o šakalech čabrakových.

## Etymologie
Jméno šakal (či dříve žakal) se do češtiny dostalo z tureckého çakal nebo perského shaghāl a tyto dva jazyky je převzaly ze staroindického sṛgālaḥ, což znamená „vyjící“ či „ten, který vyje“. Jméno bylo postupně přejato do mnoha různých jazyků.

## Taxonomie

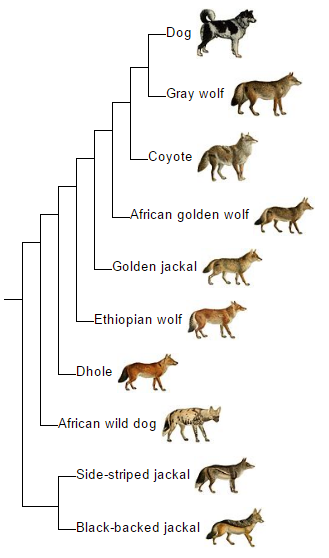
Fylogenetický vývod „vlčí“ skupiny psovitých.

Podobnost šakalů a kojotů vedla německého přírodovědce Lorenza Okena v třetím dílu jeho Lehrbuch der Naturgeschichte (1815), aby tyto druhy umístil do nového samostatného rodu Thos, pojmenovaného podle klasického řeckého slova θώς, ale jeho teorie měla jen malý dopad na tehdejší taxonomii psovitých. Okenova myšlenka byla oživena v roce 1914 americkým zoologem Edmundem Hellerem, který přijal teorii odděleného rodu. Hellerova jména a označení, které dal různým druhům a poddruhům šakalů, žijí i v současné taxonomii, přestože rodové jméno Thos se již nepoužívá. Španělský zoolog Angel Cabrera ve své monografii z roku 1932 o savcích v Maroku pochyboval, zda přítomnost cingula (výběžek na zubech) na horních molárech šakalů a jeho nepřítomnost u zbytku rodu Canis by mohla ospravedlnit osamostatnění šakalů do vlastního rodu. V praxi si Cabrera zvolil alternativu nerozděleného rodu a řadil šakaly do rodu Canis namísto Thos. Na základě genetických výzkumů navrhl zoolog Vladimír Dinets vytvořit pro africké šakaly samostatný rod Lupulella, nebo alespoň jako alternativu přeřadit dhoula a případně i psa hyenovitého do rodu Canis.
Psovité šelmy patřící do kladu „vlků “ jsou skupinou velkých masožravců, kteří jsou geneticky úzce příbuzní, protože všichni mají 78 chromozomů. Skupina zahrnuje rody Canis, Cuon a Lycaon. Členové jsou pes domácí (C. lupus familiaris), vlk obecný (C. lupus), kojot (C. latrans), šakal obecný (C. aureus), vlček etiopský (C. simensis), šakal čabrakový (C. mesomelas), šakal pruhovaný (C. adustus), dhoul (Cuon alpinus) a pes hyenovitý (Lycaon pictus). Posledním přírůstkem této rodiny je vlk africký (C. anthus), který byl do roku 2011 resp. 2015 považován za africkou větev šakala obecného. Jelikož mají 78 chromozomů, všichni členové rodu Canis jsou karyologicky nerozlišitelní od sebe navzájem a od rodů Cuon a Lycaon. Dva afričtí šakalové tvoří bazální klad skupiny, což naznačuje, že celá linie pochází z Afriky. Vyhynulý druh Canis arnensis je někdy považován za předka moderních šakalů.
Jméno šakal bývá někdy aplikováno i na vlčka etiopského (šakal simienský) a kojota (šakal americký).

## Přehled druhů
| Základní údaje                                   | Obrázek | Stručná charakteristika | Rozšíření |
| ------------------------------------------------ | ------- | --- | --- |
| Šakal pruhovaný (Canis adustus) Sundevall, 1847  |         | Hmotnost 5,9 až 12 kg. Preferuje spíše méně otevřenou krajinu, je nejméně agresivní ze všech šakalů a v nejmenší míře loví větší živočichy. Velkou část potravy tvoří rostlinný materiál.           | Střední, jižní a východní Afrika, jižně od Sahary a severně od Namibie, Botswany a Jihoafrické republiky. Nežije v hustě zalesněných oblastech tropických deštných lesů. IUCN ho hodnotí jako málo dotčený druh. |
| Šakal obecný (Canis aureus) Linnaeus, 1758       |         | Hmotnost 6,5 až 15,5 kg. Nejrozšířenější, největší a z hlediska potravy nejvíce oportunistický ze všech šakalů, dokáže se přizpůsobit mnoha typům prostředí včetně člověkem pozměněné krajině.      | Jihovýchodní Evropa, Přední východ, jihozápadní a jižní Asie, vyskytuje se i v Zadní Indii. IUCN ho hodnotí jako málo dotčený druh.                                                                              |
| Šakal čabrakový (Canis mesomelas) Schreber, 1775 |         | Hmotnost 5,9 až 12 kg. Preferuje otevřenou krajinu savan, stepí a nevyhýbá se ani suchým oblastem. Je považován za nejagresivnějšího z šakalů, neváhá napadnout kořist mnohem větší, než je on sám. | Jižní a východní Afrika, vytváří dvě oddělené subpopulace. IUCN ho hodnotí jako málo dotčený druh. |

## V kultuře a historii
- Podobně jako lišky a kojoti jsou šakalové v legendách a mýtech zobrazováni jako chytré až vychytralé, prohnané a lstivé bytosti mnohdy s čarodějnickými schopnostmi. Někdy symbolizují i chamtivost.[2]
- Egyptský bůh Anup (Anubis), který byl spojován s mumifikací, smrtí a posmrtným životem, měl podobu šakala.
- V Bibli je šakal (v některých překladech nazýván „divoký pes“) zmíněn celkem čtrnáctkrát. Ilustruje samotu, bezvýchodnost, zoufalství, mj. i díky tomu, že často obýval ruiny opuštěných měst.

- V mýtu o stvoření v senegalském náboženství Serer patří šakal mezi první zvířata, která stvořil nejvyšší bůh Roog.
- V Kiplingově díle Knihy džunglí je zbabělý šakal Tabákí společníkem hlavní záporné postavy tygra Šer Chána.
- V indickém a pákistánském kulturním prostředí bývá šakal negativně srovnáván se lvem podle přísloví „Je lepší být jeden den v životě lvem než prožít sto let jako šakal.“
- V knize Švýcarský Robinson vystupuje několik šakalů, s nimiž se ztroskotaná rodina musí potýkat.
- Šakal je krycí jméno nájemného zabijáka, jenž plánoval zabití Charlese de Gaulla v románu od Fredericka Forsytha Den pro šakala a filmu z knihy vycházejícího (Šakal).
- V třídílném románu Rudý úsvit (Red Rising) je šakal přezdívka jedné z hlavních postav Adriuse au Augusta.
- Šakal byla jedna ze dvou přezdívek známého zabijáka a teroristy Iliche Ramíreze Sáncheze.
- V bengálské tantrické tradici představují šakalové jednu z podob bohyně Kálí, takto vypadá, když se jí nabídne jídlo.
- Kávová zrnka, která prošla trávicím ústrojím šakalů, jsou v jistých částech jižní Indie považována za obzvláště kvalitní.[2]